# Rhinanthus wettsteinii
Rhinanthus wettsteinii är en snyltrotsväxtart som först beskrevs av Jakob von Sterneck, och fick sitt nu gällande namn av Soó. Rhinanthus wettsteinii ingår i släktet skallror, och familjen snyltrotsväxter. Inga underarter finns listade i Catalogue of Life.